# Antoni Siurana i Zaragoza
Antoni Siurana i Zaragoza (Lleida, 23 de febrer de 1943) és un economista i polític català.

## Biografia
Fou paer en cap de Lleida durant 24 anys, durant el govern de Pasqual Maragall fou cridat com a conseller d'Agricultura, Ramaderia i Pesca de la Generalitat de Catalunya des del 22 de desembre de 2003 a l'abril del 2006. Al 10 de juliol del 2006 fou nomenat director general de la societat estatal de Aguas de la Cuenca del Ebro (ECESA).
És llicenciat en Ciències Econòmiques per la Universitat de Barcelona, ha estat economista de Cambra de Comerç de Lleida de 1970 a 1978. Del seu currículum polític, es pot destacar:
- Diputat al Parlament de Catalunya en la II, III, IV, V i VI legislatura. Membre de la Diputació Permanent del Parlament de Catalunya (11987-1988)
- Vicepresident primer de la Federació Espanyola de Municipis i Províncies (FEMP); President del Consell Assessor de Noves Tecnologies de la FEMP.
- President de la delegació espanyola al Congrés de Poders Locals i Regionals del Consell d'Europa. Ha estat membre d'aquesta delegació des del 1980. Fou president de la Conferència de Poders Locals i Regionals d'Europa entre 1985-1987 i ocupà diverses vice-presidències entre 1982 i 1990.
- President de l'Agrupació Local de Lleida del PSC i membre del Consell Nacional.

## Premis i reconeixements
- “Medalla d'Europa" (1994) atorgada pel Consell d'Europa
- "La Encomienda de la Orden del Mérito Civil
- La Creu del Mèrit Militar de Primera Classe amb distintiu Blanc (1995)
- Medalla de Plata de la Confederació de Regants d'Espanya